# Debora Serracchiani
Debora Serracchiani (n. 10 noiembrie 1970, Roma, Italia) este o politiciană italiană.